# Хоммадов, Язмырат Шамиевич
Язмурад Шамиевич Хоммадов (туркм. Ýazmyrat Hommadow) — туркменский государственный деятель.

## Биография
Родился в 1965 году в селе Пешаналы Марыйского велаята.
Образование высшее. В 1989 году окончил Туркменский политехнический институт, по специальности — инженер-строитель.
Трудовую деятельность начал в 1989 году в тресте «Марыхимгурлушык», проработав там до 1992 года монтажником, мастером, прорабом, старшим прорабом. Далее работал старшим специалистом производственного отдела предприятия «Автомотосервис», начальником отдела, главным инженером СМУ-1, начальником СМУ-1 треста «Марыхимгурлушык», начальником, главным инженером предприятия «МарыГРЭСгурлушык», начальником строительного отдела АО «Марышекер». В 2006 году — заместитель хякима города Мары. 2008 году — хяким города Байрамали Марыйского велаята.
23.06.2008 — 08.07.2011 — министр промышленности строительных материалов.
08 июля 2011 года назначен заместителем хякима Марыйского велаята по строительству. 
2023 год - заместитель председателя правления банка Rysgal.

## Варианты транскрипции имени и фамилии
- Имя: Язмурат